# CYP2R1
CYP2R1 es el citocromo P450 2R1, una enzima que es la principal vitamina D 25-hidroxilasa. En los humanos está codificado por el gen CYP2R1 ubicado en el cromosoma 11p15.2. Se expresa en el retículo endoplasmático del hígado, donde realiza el primer paso en la activación de la vitamina D al catalizar la formación de 25-hidroxivitamina D.
La actividad de la vitamina D 25-hidroxilasa también la poseen algunas otras enzimas del citocromo P450, en particular la CYP27A1, que se encuentra en las mitocondrias.

## Función

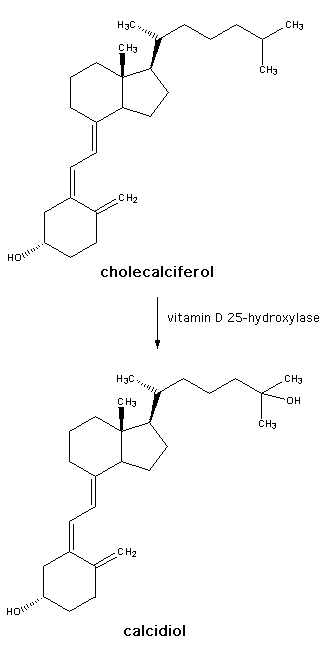
Conversión de colecalciferol a calcidiol catalizada por CYP2R1.

CYP2R1 es un miembro de la superfamilia de enzimas del citocromo P450. Las proteínas del citocromo P450 son monooxigenasas que catalizan muchas reacciones implicadas en el metabolismo de fármacos y la síntesis de colesterol, esteroides y otros lípidos.
CYP2R1 está presente en el retículo endoplásmico del hígado (la fracción microsomal). Tiene actividad 25-hidroxilasa, que convierte el colecalciferol (vitamina D3) en calcifediol (25-hidroxivitamina D3, también conocido como calcidiol), la principal forma circulatoria de la vitamina. El CYP2R1 también hidroxilará el ergocalciferol (vitamina D2), derivado de fuentes dietéticas, en 25-hidroxivitamina D 2 (ercalcidiol). Estas formas 25-hidroxiladas de vitamina D, conocidas en conjunto como 25(OH)D, se unen fuertemente a la proteína transportadora de vitamina D en la sangre y son las principales formas circulantes de vitamina D. Estas se miden comúnmente para determinar el estado de vitamina D de una persona y establecer la deficiencia de vitamina D.
El calcifediol se convierte posteriormente por la acción de la 25-hidroxivitamina D3 1-alfa-hidroxilasa en calcitriol, la forma activa de la vitamina D3 que se une al receptor de vitamina D (VDR) y media la mayoría de las acciones hormonales fisiológicas de la vitamina D.

## Importancia clínica
La conversión de vitamina D, especialmente colecalciferol, en 25(OH)D (calcifediol) es uno de los pasos claves en el sistema hormonal de la vitamina D. Anteriormente se pensaba que la actividad enzimática CYP2R1 que logra este proceso se expresaba de manera constitutiva y estable, de modo que el 25(OH)D sérico era una medida del suministro de vitamina D.
Ahora se sabe que el CYP2R1 está regulado y que las variaciones en la expresión y actividad del CYP2R1 afectan la 25(OH)D circulante. Se han encontrado niveles bajos de actividad de CYP2R1 después de un ayuno de 24 horas, en la obesidad, diabetes tipo 1 y tipo 2  y se reducen con glucocorticoides como la dexametasona. Se sabe que estas afecciones están relacionadas con niveles bajos de 25(OH)D en la sangre, donde incluso dosis grandes de vitamina D pueden no producir una mejoría, lo que puede explicarse por actividades enzimáticas bajas.

### Variaciones polimórficas enCYP2R1
Las variaciones polimórficas en el gen CYP2R1 tienen el mayor efecto sobre las concentraciones séricas individuales de 25(OH)D en comparación con otras variaciones genéticas. Una mutación hereditaria en el gen CYP2R1 L99P, que produce la sustitución de un residuo de prolina por un residuo de leucina en el codón 99, elimina la actividad enzimática y se asocia con el raquitismo dependiente de vitamina D tipo IB. Otra variante es K242N, donde la lisina en la posición 242 se sustituye por asparagina, dando un fenotipo similar. Los síntomas son niveles circulantes bajos de 25(OH)D y síntomas clásicos de deficiencia de vitamina D.

## Mapa de rutas

## Estudios en ratones
Se han utilizado organismos modelo en el estudio de la función CYP2R1. Se han generado ratones con knock out de Cyp2r1 y tanto Cyp2r1 como Cyp27a1. Se ha generado una línea de ratones knockout condicional llamada Cyp2r1 tm1b(EUCOMM)Wtsi y los animales han sido sometidos a un análisis fenotípico estandarizado.